# بيلاجو
بيلاجو (بالإنجليزية: Pelago)‏ هي بلدية في مدينة فلورنسا الحضرية في منطقة توسكانا وتقع على بعد حوالي 20 كيلوميتراً (12 ميلاً ) شرق فلورنسا. يبلغ عدد سكانها في عام 2004 حسب الاحصائية التي جرت في شهر 31 ديسمبر في نفس العام كان عدد سكانها 7396 نسمه ويبلغ مساحتها
54.8 كيلوميتر مربع (21.2 ميل مربع) .
تتضمن بلدية بيلاجو على فرازيوني (التقسيمات الفرعية والقرى والنجوع بشكل أساسي) بورسي
لي ، كاربونيل ، كونسالاي ، باتيرنو ، راجيولي ، سان فرانشيسكو ، وستينتاتيو.
ولد لورنزو غيبيرتي في بيلاجو عام 1378.
تقع بيلاجو على حدود البلديات التالية:
مونتميجنامو وبونتاسيف وبراتوفيتشيو وريجيلو وسول أرنو وروفينا.

## روابط خارجية
- www.comune.pelago.fi.it/